# کروپیا وولکا
کروپیا وولکا (به لهستانی:  Krupia Wólka) یک روستا در لهستان است که در گمینا پراژموو واقع شده‌است.
 کروپیا وولکا  ۲۴۰ نفر جمعیت دارد.